# Alisha Boe
Alisha Ilhaan Bø, född 6 mars 1997 i Oslo, är en norsk-somalisk skådespelare. Hon är känd för rollen Jessica Davis i Netflix-serien Tretton skäl varför (13 Reasons Why).

## Bakgrund och familj
Bø föddes i Oslo, Norge och är dotter till en somalisk far och en norsk mor (från Trondheim). Hon och hennes mor flyttade till Los Angeles vid sju år åldern, eftersom hennes mor gifte sig med en amerikansk man. Boe gick på två olika mellanstadier: George Ellery Hale Middle School och Ivy Academia. Hon gick inte klart gymnasiet för att kunna fortsätta med sin skådespelarkarriär, varefter hon blev den första skådespelerskan av somaliskt ursprung som innehöll en ledande roll i en amerikansk film sedan Iman.

## Karriär
Boe gjorde sin skådespelardebut 2008, då hon fick en roll som ung Lisa Swan, i skräckfilmen Amusement. Ett år senare spelade hon Laci i filmen He's On My Mind, och 2012 i skräckfilmen Paranormal Activity 4 som Tara. År 2014 gästspelade hon i två serier, som Tracy McCoy i Modern Family, och som Brynn Hendry i två avsnitt av Extant.
I november 2014 fick hon rollen i NBCs tvålopera Våra bästa år (Days of Our Lives), där hon spelade Daphne. Under 2017 fick hon rollen som Jessica Davis, i Netflix-dramaserien Tretton skäl varför (13 Reasons Why).

## Filmografi

### Filmer
| År   | Titel                 | Roll          | Anmärkningar |
| ---- | --------------------- | ------------- | ------------ |
| 2008 | Amusement             | Ung Lisa Swan |              |
| 2012 | Paranormal Activity 4 | Tara          |              |
| 2017 | 68 Kill               | Violet        |              |
| 2019 | Poms                  | Chloe         |              |
| 2022 | Do Revenge            | Tara          |              |

### TV
| År        | Titel          | Roll            | Anmärkningar                      |
| --------- | -------------- | --------------- | --------------------------------- |
| 2012      | Parenthood     | Pretty Girl     | Avsnitt: "Everything Is Not Okay" |
| 2013      | Trophy Wife    | Chelsea Trassen | Avsnitt: "Pilot"                  |
| 2014      | Modern Family  | Tracy McCoy     | Avsnitt: "And One to Grow On"     |
| 2014      | Extant         | Brynn Hendy     | 2 avsnitt                         |
| 2014–2015 | Våra bästa år  | Daphne          | 15 avsnitt                        |
| 2015–2016 | Ray Donovan    | Janet           | 4 avsnitt                         |
| 2015      | NCIS           | Farrah Meyers   | Avsnitt: "Viral"                  |
| 2015      | Casual         | Becca           | 6 avsnitt                         |
| 2015–2016 | CSI: Cyber     | Grace Clarke    | 3 avsnitt                         |
| 2016      | Teen Wolf      | Gwen            | 3 avsnitt                         |
| 2017–2020 | 13 Reasons Why | Jessica Davis   | Huvudroll                         |
| 2018      | Robot Chicken  | Raina (röst)    | Avsnitt: "No Wait, He Has a Cane" |

### Musikvideor
| År   | Titel         | Roll | Artist             |
| ---- | ------------- | ---- | ------------------ |
| 2018 | Lost in Japan | Tjej | Shawn Mendes, Zedd |